# Indomegoura indica
Indomegoura indica är en insektsart som först beskrevs av Van der Goot 1916.  Indomegoura indica ingår i släktet Indomegoura och familjen långrörsbladlöss. Inga underarter finns listade i Catalogue of Life.